# Кролевецкий уезд

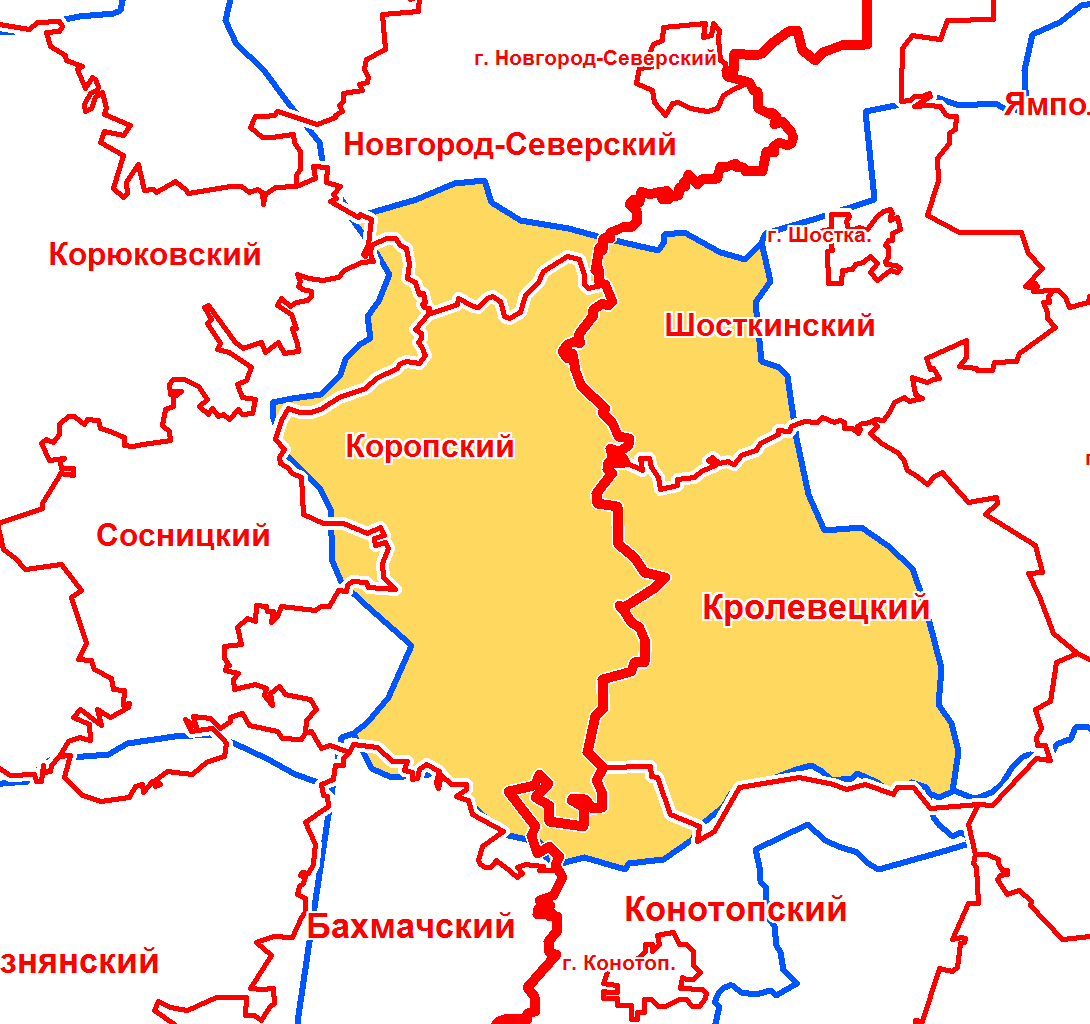
Кролевецкий уезд в современной сетке районов

Кролеве́цкий уе́зд — административно-территориальная единица в составе Черниговской губернии Российской империи, существовавшая в 1781—1796 и 1802—1923 годы. Уездный город — Кролевец.

## История
Уезд образован в 1781 году в составе Новгород-Северского наместничества. В 1796 году упразднён, территория вошла в состав восстановленной Малороссийской губернии. В 1802 году восстановлен в составе Черниговской губернии. В 1923 году уезд был упразднён, на его территории образован Кролевецкий район Конотопского округа.

## Население
По переписи 1897 года население уезда составляло 131 089 человек, в том числе в городе Кролевец — 10 384 жит., в безуездном городе Короп — 6262 жит.

### Национальный состав
Национальный состав по переписи 1897 года:
- украинцы (малороссы) — 126 180 чел. (96,3 %),
- евреи — 3904 чел. (3,0 %),

## Административное деление
В 1913 году в состав уезда входило 10 волостей:
| - Алтыновская — с. Алтыновка, - Атюшская — с. Атюши, - Клишковская — с. Клишки, - Коропская — г. Короп, - Кролевецкая — г. Кролевец, - Мутинская — с. Мутин, - Оболонская — с. Оболонье, - Покошичская — с. Покошичи, - Понорницкая — м. Понорница, - Чаплеевская — с. Чаплиевка |